# Сантана, Ли
Ли Сантана (англ. Lee Santana, род. 1959 год, США, штат Флорида) — известный исполнитель старинной европейской музыки  (лютня,  теорба), специализируется на произведениях эпохи барокко, композитор.

## Биография
Ли Сантана родился в 1959 году в семье музыкантов в штате Флорида. В юности увлекался джазом и рок-музыкой, интерес к классической музыке и, в частности, к аутентизму у него появился только в возрасте 16 лет. Изучал музыку в Emerson College (Longy School of Music) в Бостоне, штат Массачусетс. Его преподавателями по классу лютни были Патрик О'Брайен и Стивен Стаббс, композицию изучал у Ричарда Корнелла.
Сантана переехал в Европу в 1984 году. Там он стал постоянным партнёром исполнительницы на виоле да гамба Хилле Перл, а затем и её супругом. 
Ли Сантана постоянный участник ансамблей «Los Otros» (с момента создания в 2001 году) и «Barocktrio» (с момента создания в 2005 году). Сотрудничает с ансамблями: «Musica Fiata», «The Harp Consort», Фрайбургский барочный оркестр, «Hespèrion XXI» und «Les Arts Florissants», «The Age of Passions». Записал большое количество CD, три из них получили высокие международный награды.
Неоднократно гастролировал в России. В октябре 2014 года выступил в Малом зале Санкт-Петербургской филармонии с Хилле Перл с программой «Мечты и танцы Людовика XIV. Музыка двора Людовика XIV».
Ли Сантана активно сочиняет музыку, его последние проекты - Requiem for the Nuclear Age и музыка к видеоперформансу «Love’s Beginnings». Композиция «Ya Cavalga Calaynos» в июле 2014 года была представлена на Rhine Vocal Festival. Среди его сочинений часть предназначена для старинных инструментов.

## Интересные факты
- Ли Сантана - левша.

## Дискография
- The Star and the Sea. Совместно с Хилле Перл. Carpe Diem Records. 2002.
- Tinto. В составе трио Los Otros. Deutsche Harmonia Mundi. 2003.
- Marin Marais. Pour la Violle et le Théorbe. Совместно с Хилле Перл. Deutsche Harmonia Mundi. 2004.
- Aguirre. В составе трио Los Otros, с участием Педро Эстевана. Deutsche Harmonia Mundi. 2004.
- Marais. Les Voix Humaines. Совместно с Хилле Перл. Deutsche Harmonia Mundi. 2007.
- La Hacha. В составе трио Los Otros, с участием Tembembe Ensamble Continuo. Deutsche Harmonia Mundi. 2008.
- Dowland. In darkness let me dwell. Совместно с Хилле Перл и Доротеей Милдс. Deutsche Harmonia Mundi. 2008.
- De Profundis. Совместно с Tre Bassi и Хилле Перл. Carpe Diem Records. 2008.
- Kapsbergiana. В составе трио Los Otros. Deutsche Harmonia Mundi. 2009.
- Loves Alchymie. Совместно с Хилле Перл и Доротеей Милдс. Deutsche Harmonia Mundi. 2010.
- Verleih uns Frieden gnädiglich. Совместно с Анной Марией Фриман, Хилле Перл и Sirius Viols. Deutsche Harmonia Mundi. 2011.
- Biber. Rosenkranzsonaten. Совместно с Хилле Перл, Daniel Sepec, Michael Behringer. Coviello Classics. 2011.
- Pentagram (сольный альбом)[7]. Deutsche Harmonia Mundi. 2011. Часть композиций на этом диске принадлежат самому Ли Сантана.
- The Music of Johann Schenk. В составе трио Los Otros. Deutsche Harmonia Mundi. 2012.
- Sixxes. Совместно с Хилле Перл, Sirius Viols и American Gamba Music. Deutsche Harmonia Mundi. 2012.

## Награды
- 2008 год. ECHO Klassik в номинации «Камерный ансамбль, исполняющий музыку XVII—XVIII веков» за альбом «Marais. Les Voix Humaines». Совместно с Хилле Перл.
- 2011 год. ECHO Klassik в номинации «Камерный ансамбль, исполняющий музыку XVII—XVIII веков» за альбом «Loves Alchymie» (совместно с Хилле Перл и Доротеей Милдс).
- 2012 год. Приз Ассоциации музыкальных критиков Германии за альбом «Biber. Rosenkranzsonaten» (совместно с Хилле Перл, Daniel Sepec и Michael Behringer).